# Красный (Железногорский район)
Кра́сный — посёлок в Железногорском районе Курской области. Входит в состав Разветьевского сельсовета.

## География
Расположен в 13 км к западу от Железногорска на правом берегу реки Осмонь. Ближайшие населённые пункты — село Лубошево и посёлок Круглый.

## История
Основан в начале XX века переселенцами из села Лубошево. В 1920-е годы входил в состав Лубошевского сельсовета, после упразднения которого был передан в Расторогский сельсовет. В 1937 году в посёлке было 9 дворов. Во время Великой Отечественной войны, с октября 1941 года по февраль 1943 года, находился в зоне немецкой оккупации. После упразднения Расторогского сельсовета в 2010 году передан в Разветьевский сельсовет.

## Население
| 1979 | 2002 | 2010 |
| ---- | ---- | ---- |
| 25   | ↘1   | ↘0   |